# Concerto pour piano no 12 de Mozart
Pour les articles homonymes, voir Concerto pour piano (homonymie).
Le Concerto pour piano no 12 en la majeur K. 414/385p est un concerto pour piano et orchestre de Mozart. Il a été composé à Vienne en novembre 1782 Il fait partie d'un groupe de trois concertos composés à cette époque, avec les no 11, K. 413 et no 13, K. 415.

## Instrumentation
| Instrumentationdu concerto pour piano no 12 en la majeur, K. 414/385p |
| Soliste                                                               |
| piano                                                                 |
| Cordes                                                                |
| premiers violons, seconds violons, altos, violoncelles, contrebasses  |
| Bois                                                                  |
| 2 hautbois                                                            |
| Cuivres                                                               |
| 2 cors en la (en ré dans l'Andante)                                   |

## Structure
Le concerto comprend 3 mouvements :
1. Allegro, en la majeur, à , cadence à la mesure 291, 298 mesures - partition
2. Andante, en ré majeur, à 
, cadence à la mesure 99, 105 mesures - partition
3. Rondo Allegretto, en la majeur, à 
, cadence à la mesure 182, 212 mesures - partition

Durée : environ 25 minutes

Introduction de l'Allegro (Violon 1)
La lecture audio n'est pas prise en charge dans votre navigateur. Vous pouvez télécharger le fichier audio.
Introduction de l'Andante (Violon 1)
La lecture audio n'est pas prise en charge dans votre navigateur. Vous pouvez télécharger le fichier audio.
Introduction du RONDEAU Allegretto (Violons 1 et 2)
La lecture audio n'est pas prise en charge dans votre navigateur. Vous pouvez télécharger le fichier audio.